# Akeno Watanabe
Pour les articles homonymes, voir Watanabe.
Akeno Watanabe (渡辺 明乃, Watanabe Akeno), est une seiyū japonaise née le 18 novembre 1982 à Funabashi dans la préfecture de Chiba,,,

## Doublage

### Animes
- 2001 - I My Me! Strawberry Eggs : Fuko Kuzuha
- 2001 - Hikaru no go : Kumiko Tsuda
- 2002 - Witch Hunter Robin : Robin Sena
- 2002 - Heat Guy J : You Eclair
- 2002 - Naruto : Tayuya
- 2003 - Someday's Dreamers : Angela Charon Brooks
- 2003 - E's : Shin-lu Belvedere
- 2003 - Kaleido Star : Anna Heart
- 2003 - Divergence Eve : Yun
- 2003 - Yami to Bōshi to Hon no Tabibito : Kunou Suzaku
- 2003 - Hellsing : Jessica
- 2004 - Paranoia Agent : Reiko Kiuchi
- 2004 - Bakuretsu tenshi : Jo
- 2004 - Kurau Phantom Memory : Mika
- 2004 - Onmyō Taisenki : Girl B
- 2005 - Starship Operators : Hisaka Arei
- 2005 - Negima ! Le Maître magicien : Chachamaru Karakuri
- 2005 - T'abuses Ikko !! : Haruka Amanogawa
- 2005 - Idaten Jump : Sho Yamato
- 2005 - Aria : Albert Pitt
- 2006 - Utawareru mono :  Dorī & Gurā, Hauenkua
- 2006 - Duel Masters : Rei Kukami
- 2006 - Project Blue Earth SOS : Billy Kimura
- 2006 - Death Note : Halle Lidner
- 2006 - Shin Negima!? : Chachamaru Karakuri
- 2006 - Code Geass : Villetta Nu
- 2007 - Shakugan no Shana : Tiamat
- 2008 - To Love-ru : Rito Yuuki
- 2008 - Soul Eater : Liz Thompson
- 2008 - Ikki Tousen : Housen Ryofu
- 2008 - A Certain Magical Index : Sherry Cromwell
- 2009 - Phantom: Requiem for the Phantom : Lizzie Garland
- 2009 - Dungeon Fighter Online : Roxy
- 2009 - Guin Saga : Lady Amnelis
- 2009 - Cross Game : Midori Koganezawa
- 2009 - Kobato. : Toshihiko
- 2010 - Beyblade: Metal : Reiji Mizuchi
- 2010 - HeartCatch PreCure! : Sayaka Uejima
- 2010 - Asobi ni iku yo! : Sara
- 2010 - Ore no imōto ga konna ni kawaii wake ga nai : Yoshino Kosaka
- 2011 - Freezing : Yumi Kim
- 2011 - Little Battlers Experience : Saki Kitajima
- 2011 - Battle Girls: Time Paradox : Hattori Hanzo
- 2011 - Blue Exorcist : Rin Okumura (enfant)
- 2011 - Manyū Hiken-chō : Momoha
- 2011 - Tekken: Blood Vengeance : Anna Williams
- 2013 - L'Attaque des Titans : Hitch Dreyse
- 2013 - Sunday Without God : Anna
- 2013 - Beyond the Boundary : Shizuku Ninomiya
- 2014 - Nobunagun : Dogoo
- 2014 - Mobile Suit Gundam: The Origin : Kycilia Zabi
- 2016 - My Hero Academia : Nemuri Kayama, Izuku Midoriya (enfant)
- 2017 - Konohana Kitan : Okiku

### Jeux vidéo
- 2002 - Utawareru mono : Dori, Gura, Hauenkua
- 2003 - Final Fantasy X-2 : Shinra
- 2004 - Akai Ito : Uzuki Senba
- 2004 - Tales of Rebirth : Mao
- 2006 - Trauma Center: Second Opinion : Mila Kimishima
- 2007 - Ar tonelico II: Melody of Metafalica : Lakra
- 2007 - Final Fantasy Fables: Chocobo's Dungeon : Croma Magnolie
- 2008 - Street Fighter IV : Rose
- 2009 - Soul Eater: Battle Resonance : Liz Thompson
- 2009 - Assassin's Creed II : Rebecca Crane
- 2010 - Trauma Team : Naomi Kimishima
- 2010 - Xenoblade Chronicles : Carna
- 2010 - Assassin's Creed Brotherhood : Rebecca Crane
- 2011 - Assassin's Creed Revelations : Rebecca Crane
- 2012 - Assassin's Creed III : Rebecca Crane
- 2012 - Lollipop Chainsaw : Mariska
- 2015 - Utawarerumono: Mask of Deception : Dori, Gura
- 2016 - Utawarerumono: Mask of Truth : Dori, Gura
- Tayuya
  - 2005 - Naruto: Ultimate Ninja 3
  - 2007 - Naruto Shippūden: Ultimate Ninja 4
  - 2008 - Naruto: The Broken Bond
  - 2009 - Naruto: Ultimate Ninja Storm
  - 2012 - Naruto Shippūden: Ultimate Ninja Storm Generations
  - 2014 - Naruto Shippūden: Ultimate Ninja Storm Revolution
  - 2016 - Naruto Shippūden: Ultimate Ninja Storm 4
- 2017 - Fire Emblem Heroes : Miranda, Xane, Dew